# Aleksiej Ruczkin
Aleksiej Fiodorowicz Ruczkin (ros. Алексей Фёдорович Ручкин, ur. 1903 we wsi Kuliki w guberni tambowskiej, zm. w styczniu 1975) – generał major.

## Życiorys
1919 skończył kurs w seminarium nauczycielskim, od 1919 w Armii Czerwonej, uczestnik wojny domowej, od 1920 w RKP(b). Ukończył kurs piechoty w Armii Czerwonej i wyższą szkołę partyjną przy wydziale politycznym 9 Armii. Od grudnia 1919 do października 1921 w wojskach wewnętrznych organów Czeki, pomocnik pełnomocnika biura politycznego powiatowej Czeki w Szacku (gubernia tambowska). Od 1921 był etetowym pracownikiem partyjnym w guberni riazańskiej, 1921-1922 sekretarz wydziału organizacyjnego szackiego powiatowego komitetu RKP(b), 1922-1925 funkcjonariusz GPU.
1925-1926 ponownie w Armii Czerwonej, kursant szkoły pułkowej 142 pułku strzeleckiego 48 Dywizji Strzeleckiej w Rżewie, od 1926 w OGPU. 1928-1929 kursant Wyższej Pogranicznej Szkoły OGPU. Od 1932 odpowiedzialny funkcjonariusz centralnego aparatu OGPU - Głównego Zarządu Bezpieczeństwa Państwowego. 11 grudnia 1935 mianowany starszym porucznikiem, 7 czerwca 1939 kapitanem, a 16 czerwca 1940 majorem bezpieczeństwa państwowego. Od 4 kwietnia 1940 do 31 stycznia 1944 szef Zarządu NKWD obwodu murmańskiego. 31 stycznia 1944 - 26 grudnia 1947 ludowy komisarz/minister bezpieczeństwa państwowego Tatarskiej ASRR, od 26 grudnia 1947 do 18 stycznia 1951 zastępca ministra bezpieczeństwa państwowego Białoruskiej SRR, 24 stycznia 1951 do 16 marca 1953 minister bezpieczeństwa państwowego Czuwaskiej ASRR, 16 marca do 16 lipca 1953 szef Wydziału MWD obwodu rostowskiego. Od 14 lutego 1943 komisarz bezpieczeństwa państwowego, od 9 lipca 1945 generał major. Od października 1953 do czerwca 1954 zastępca szefa Zarządu Poprawczego Obozu Pracy "Mineralnyj" ds. pracy operacyjnej i bezpieczeństwa. Deputowany do Rady Najwyższej ZSRR 2 kadencji.
W 1955 pozbawiony stopnia generalskiego.

## Odznaczenia
- Order Lenina
- Order Czerwonego Sztandaru (dwukrotnie - 20 czerwca 1943 i 3 listopada 1944)
- Order Czerwonego Sztandaru Pracy (30 grudnia 1948)
- Order Czerwonej Gwiazdy
- Order „Znak Honoru” (26 kwietnia 1940)